# Olimpiada Informática Española
La Olimpiada Informática Española (OIE) es el evento anual de programación más importante de España.
Se celebra entre los meses de marzo y abril y pone a prueba las habilidades de programación y los conocimientos de algoritmia y matemáticas de jóvenes estudiantes de (Educación Secundaria Obligatoria, Bachillerato y Ciclos Formativos de Grado Medio).

## Información general
La Olimpiada Informática Española (OIE) es el concurso de informática para estudiantes de enseñanza secundaria y bachillerato más importante de España, convocado en todos los centros de dicho nivel del país. De estos concursantes, y a través de sucesivas eliminatorias, se selecciona el equipo español de cuatro concursantes que acude a la olimpiada internacional de informática (IOI).
Así mismo se selecciona el equipo español de seis estudiantes que acude a la Olimpiada de Informática de Europa Occidental (WEOI) y de hasta quince estudiantes que acuden a la Olimpiada Iberoamericana de Informática. 
La OIE se ha convocado en España desde 1997, siempre bajo los auspicios de la Fundación AULA Escola Europea de Barcelona. En 2007 la Universidad Politécnica de Cataluña (UPC), con amplia experiencia en concursos de programación, se unió a la organización de la olimpiada, fijando la sede de la fase final en Barcelona. En 2019 la Confederación de Directores y Decanos de Ingeniería Informática (CODDII) se unió a la organización de la olimpiada y desde entonces la sede de la fase final es rotativa. Desde 2022 el Ministerio de Educación y Formación Profesional apoya y reconoce esta olimpiada como olimpiada científica nacional, y la representación de su disciplina en las Olimpiadas Internacionales de Ciencias.
El equipo español ha estado presente en la IOI desde 1997, en la WEOI desde 2023 y en la OII desde 2012. 
En 2021, para apoyar e incentivar la participación femenina, se creó la Olimpiada Informática Femenina (OIFem).

## Competición

### Fase de entrenamiento
Aquellos estudiantes (o profesores) interesados tienen, previa inscripción a la página web, acceso a la documentación y la ayuda necesaria para instalarse un compilador de C++, Java o Python en su ordenador personal y realizar sus primeros programas. Asimismo disponen de una colección de ejercicios y tienen acceso al juez, un sistema de evaluación automático para los ejercicios propuestos. Esta fase es únicamente a nivel formativo: el número de problemas resueltos no tiene ninguna relevancia para los concursos de las fases siguientes.

### Fase regional
Existen diversas olimpiadas informáticas regionales en distintas comunidades autónomas españolas. El ganador de cada una de estas olimpiadas regionales obtiene una plaza en la final de la Olimpiada Informática Española. En ocasiones también el subcampeón es invitado a participar en la final nacional.

### Clasificatorio abierto
Se trata de un concurso en línea organizado directamente por la Olimpiada Informática Española donde se clasifican 10 concursantes más para la final nacional: cada alumno resuelve los problemas en su casa o centro de enseñanza y manda sus soluciones a través de internet para su corrección. La competición está abierta a todos los alumnos de la edad indicada arriba que se hayan inscrito previamente. El concurso consiste en resolver, en el plazo de varias horas, problemas de programación de dificultad similar a los propuestos durante la fase de entrenamiento. Los estudiantes deben programar la solución a los problemas y enviarla al juez para su corrección. Durante el concurso pueden tener acceso a todos aquellos recursos que necesiten (libros, problemas resueltos, internet) con la excepción de solicitar ayuda a otras personas.
Hasta la edición de 2021 se celebran cada año dos concursos clasificatorios abiertos.

### Fase final
Los programadores seleccionados en las fases anteriores se clasifican para el concurso presencial, que se celebra presencialmente en una universidad española. La organización corre con los gastos de viaje y estancia de los participantes. Esta fase consiste en la celebración de dos pruebas similares a las del concurso en línea. Los 4 estudiantes con mejor puntuación son los elegidos para representar a España en la Olimpiada Informática Internacional.

## Resultados

### Resultados OIE 2006
- 1. Juan Pedro Bolívar Puente (1290 pts. Oro en la Olimpiada Iberoamericana)
- 2. Jordi Graells Vilella (930 pts. Plata en la Olimpiada Iberoamericana)
- 3. Carlos Ballesteros Velasco (850 pts. Plata en la Olimpiada Iberoamericana, Bronce en la Olimpiada Internacional.)
- 4. Juan José González Herrero (820 pts.)

### Resultados OIE 2007

#### Oro
- 1. Juan José González Herrero
- 2. Daniel Mateos Romero
- 3. Félix Miravé Carreño
- 4. Anna Curell García

#### Plata
- 5. Ricard Martínez Sala
- 6. Víctor López Ferrando
- 7. Alberto Sánchez Molero
- 8. Víctor Codony Doménech

#### Bronce
- 9. Cristián Ramón-Cortés Vilarrodona
- 10. Oriol Lozano Carbassé
- 11. Borja Serra Gómez
- 12. Marc Serra Cantarell

### Resultados OIE 2008

#### Oro
- 1. Juan José González Herrero (1.º Bachillerato; 790 pts.)
- 2. Félix Miravé Carreño (1.º Bachillerato; 737 pts.)
- 3. Ángel Pina Canelles (1.º Bachillerato; 694 pts.) (Medalla de Bronce en la IOI)
- 4. Enric Sánchez Cusell (2.º Bachillerato; 565 pts.)

#### Plata
- 5. Oscar Lozano Pérez ( 3.º ESO; 485 pts. )
- 6. Marc Serra Cantarell ( 1.º Bachillerato; 461 pts. )
- 7. Víctor Codony Domènech ( 1.º Bachillerato; 457 pts. )
- 8. Ferran Alet Puig ( 3.º ESO; 440 pts. )

#### Bronce
- 9. Pere Planell Morell ( 4.º ESO; 410 pts. )
- 10. Alex Alvarex Ruiz ( 2.º Bachillerato; 370 pts. )
- 11. Cristián Ramón-Cortés Vilarrodona ( 2.º Bachillerato; 370 pts. )
- 12. Anna Curell García ( 2.º Bachillerato; 358 pts. )

### Resultados OIE 2009

#### Oro
- 1. Félix Miravé Carreño (2.º Bachillerato; 875 pts.) (Medalla de Plata en la IOI)
- 2. Ángel Pina Canelles (2.º Bachillerato; 810 pts.) (Medalla de Plata en la IOI)
- 3. Juan José González Herrero (2.º Bachillerato; 760 pts.) (Medalla de Bronce en la IOI)
- 4. Víctor Codony Domènech (2.º Bachillerato; 545 pts.)

#### Plata
- 5. Darío Nieuwenhuis Nivela ( 3.º ESO; 525 pts. )
- 6. Oscar Lozano Pérez ( 4.º ESO; 520 pts. )
- 7. Ferran Alet Puig ( 4.º ESO; 520 pts. )
- 8. Xavier Puig Fernández ( 4.º ESO; 480 pts. )

#### Bronce
- 9. Federico Rodríguez Merinero ( 4.º ESO; 445 pts. )
- 10. Pere Planell Morell ( 1.º Bachillerato; 430 pts. )
- 11. Albert Villalobos Guiral ( 4.º ESO; 415 pts. )
- 12. Álvaro Serra Gómez ( 4.º ESO; 305 pts. )

### Resultados OIE 2010

#### Oro
- 1. Ferran Alet Puig (1.º Bachillerato; 1180 pts.)
- 2. Darío Nieuwenhuis Nivela (4.º ESO; 1150 pts.) (Medalla de Bronce en la IOI)
- 3. Oscar Lozano Pérez (1.º Bachillerato; 1010 pts.)
- 4. David Balaghi Buil (4.º ESO; 990 pts.)

#### Plata
- 5. Xavier Puig Fernández ( 1.º Bachillerato; 850 pts. )
- 6. Albert Villalobos Guiral ( 1.º Bachillerato; 840 pts. )
- 7. Marc Junyent Martín ( 2.º Bachillerato; 810 pts. )
- 8. Federico Rodríguez Merinero ( 1.º Bachillerato; 760 pts. )

#### Bronce
- 9. Iván Matellanes Pastoriza ( 1.º Bachillerato; 710 pts. )
- 10. Carlos Mejuto Zaera ( 1.º Bachillerato; 690 pts. )
- 11. Víctor Manuel Ruiz Sánchez ( 2.º Bachillerato; 690 pts. )
- 12. Rafael Fuentes Llopis ( 1.º Bachillerato; 670 pts. )

### Resultados OIE 2011

#### Oro
- 1. Darío Nieuwenhuis Nivela (1.º Bachillerato; 1142 pts.) (Medalla de Bronce en la IOI)
- 2. Ferran Alet Puig (2.º Bachillerato; 1084 pts.) (Medalla de Bronce en la IOI)
- 3. David Balaghi Buil (1.º Bachillerato; 899 pts.)
- 4. Ezequiel Santamaría Navarro (2.º Bachillerato; 743 pts.)

#### Plata
- 5. Xavier Puig Fernández ( 2.º Bachillerato; 695 pts. )
- 6. Eduardo Delgado de la Iglesia ( 2.º Bachillerato; 694 pts. )
- 7. Iván Matellanes Pastoriza ( 2.º Bachillerato; 657 pts. )
- 8. Marc Ballbé Ferrero ( 1.º Bachillerato; 650 pts. )

#### Bronce
- 9. Iván de la Rubia Galera ( 2.º Bachillerato; 594 pts. )
- 10. Albert Villalobos i Guiral ( 2.º Bachillerato; 585 pts. )
- 11. Carlos Mejuto Zaera ( 2.º Bachillerato; 582 pts. )
- 12. Víctor Manuel García ( 2.º Bachillerato; 542 pts. )

### Resultados OIE 2012

#### Oro
- 1. Darío Nieuwenhuis Nivela (Medalla de Plata en la IOI - Medalla de Plata en la OII)
- 2. David Balaghi Buil (Medalla de Oro en la OII)
- 3. Pol Olivella Farell
- 4. Darío de la Fuente García (Medalla de Bronce en la OII)

#### Plata
- 5. Antoni Virós Martín (Medalla de Bronce en la OII)
- 6. Daniel Marín Sánchez
- 7. Iñigo Moreno Caireta
- 8. Óscar Rivero Salgado

#### Bronce
- 9. Guillermo Barco Muñoz (Medalla de Bronce en la OII)
- 10. Marc Ballbé Ferrero
- 11. Gerard Valls Ferrer
- 12. Francesc Xavier Gispert Sánchez (Medalla de Bronce en la OII)

### Resultados OIE 2013

#### Oro
- 1. Darío de la Fuente García ( 1136 pts. ) (Medalla de Plata en la OII)
- 2. David Folqué García ( 802 pts. )
- 3. Gerard Valls Ferrer ( 764 pts. )
- 4. Gerard Orriols Giménez ( 740 pts. )

#### Plata
- 5. Germán Gómez Bajo ( 725 pts. )
- 6. Laia Freixas Mateu ( 600 pts. )
- 7. Iñigo Moreno Caireta ( 593 pts. )
- 8. Ricardo Antonio Zarco Torrez ( 584 pts. )

#### Bronce
- 9. Rafael Ávila Parra ( 570 pts. )
- 10. Jorge Duarte García ( 535 pts. )
- 11. Alexander Vidal Zhukova ( 532 pts. )
- 12. Guillem Torrente Marti ( 529 pts. )

### Resultados OIE 2014

#### Oro
- 1. Enric Boix Adsera (Medalla de Bronce en la IOI - Medalla de Oro en la OII)
- 2. Cesc Folch Aldehuelo
- 3. Gerard Orriols Giménez
- 4. Óscar Grove Valero

#### Plata
- 5. Alexander Vidal Zhukova
- 6. Guillem Rueda Oller (Medalla de Bronce en la OII)
- 7. Jordi Castellví Foguet
- 8. José Andrés Ballester Huesca

#### Bronce
- 9. Jorge Duarte García
- 10. Eloi Torrents Juste
- 11. Josep Maria Gallegos Saliner
- 12. Roger Romero Morral

### Resultados OIE 2015

#### Oro
- 1. Jordi Castellví Foguet (Medalla de Bronce en la OII)
- 2. Cesc Folch Aldelhuelo (Medalla de Bronce en la OII)
- 3. Joan Massachs Güell (Medalla de Bronce en la OII)
- 4. Miquel Ortega Sánchez-Colomer

#### Plata
- 5. Martín Forsberg Conde
- 6. Alexander Vidal Zhukova
- 7. Gonzalo Cao Labora (Medalla de Plata en la OII)
- 8. Joan Capell Gracia

#### Bronce
- 9. Adam Teixidó Bonfill
- 10. Iñaki Garrido Pérez
- 11. Adrián Lowenberg Casas
- 12. Conrad Cardona Piñol

### Resultados OIE 2016

#### Oro
- 1. Jan Olivetti Auladell
- 2. Jordi Castellví Foguet
- 3. Jordi Guillem Rodríguez Manso (Medalla de Bronce en la IOI - Medalla de Plata en la OII)
- 4. Miquel Ortega Sánchez-Colomer

#### Plata
- 5. Martí Oller Riera (Medalla de Bronce en la OII)
- 6. Iñaki Garrido Pérez
- 7. Alexander Vidal Zhukova
- 8. Ferran López Guitart (Medalla de Bronce en la OII)

#### Bronce
- 9. Eric Sierra Garzo
- 10. Emilio Domínguez Sánchez (Medalla de Bronce en la OII)
- 11. Conrad Cardona Piñol
- 12. Raúl Méndez Horcas

### Resultados OIE 2017

#### Oro
- 1.  Jan Olivetti Auladell (Medalla de Plata en la OII)
- 2. Jordi Rodríguez Manso (Medalla de Plata en la OII)
- 3. Alexander Vidal Zhukova
- 4. Emilio Domínguez Sánchez

#### Plata
- 5. Javier López-Contreras González
- 6. Jaime Benabent
- 7. Juan Carlos Sánchez Bernal
- 8. Félix Moreno Peñarrubia (Medalla de Plata en la OII)

#### Bronce
- 9. David Batet
- 10. Daniel Krell
- 11. Erik Terres Escudero
- 12. Iván Salvador

### Resultados OIE 2018

#### Oro
- 1. Félix Moreno Peñarrubia (Medalla de Bronce en la IOI - Medalla de Plata en la OII)
- 2. Max Balsells Pàmies
- 3. Alexander Vidal Zhukova (Medalla de Bronce en la IOI - Medalla de Plata en la OII)
- 4. Javier López-Contreras González (Medalla de Bronce en la OII)

#### Plata
- 5. Izan Beltrán Ferreiro (Medalla de Bronce en la OII)
- 6. Juan Carlos Sánchez Bernal
- 7. Edgar Moreno Martínez
- 8. Vicent Baeza Esteve

#### Bronce
- 9. Albert López Bruch
- 10. David Candela Rubio
- 11. Eduard Lladó
- 12. Pau Recort Bascuas

### Resultados OIE 2019

#### Oro
- 1. Javier Nistal Salas (Medalla de Bronce en la OII)
- 2. Izan Beltrán Ferreiro (Medalla de Bronce en la OII)
- 3. Vicent Baeza Esteve
- 4. Martín Rodríguez Muñoz (Medalla de Plata en la OII)

#### Plata
- 5. Sergi Soler Arrufat
- 6. Oscar Balcells Obeso (Medalla de Bronce en la OII)
- 7. Ignasi Segura Vicente
- 8. Leonardo Costa Lesage

#### Bronce
- 9. Amadeu Carceller Pardina
- 10. Alejandro Fernández Camello
- 11. Joan Cintas
- 12. Albert Canales Ros

### Resultados OIE 2020

#### Oro
- 1. Javier Nistal Salas (Medalla de Bronce en la IOI - Medalla de Oro en la OII)
- 2. Víctor Conchello Vendrell
- 3. Blanca Huergo Muñoz (Medalla de Plata en la OII)
- 4. Oscar Balcells Obeso (Medalla de Bronce en la IOI - Medalla de Bronce en la OII)

#### Plata
- 5. Vicent Baeza Esteve (Medalla de Plata en la OII)
- 6. Pau Cantos Coll (Medalla de Bronce en la OII)
- 7. Ignasi Segura Vicente
- 8. Joan Cintas Navarro

#### Bronce
- 9. Joan Vila Miñana
- 10. Daniel López Piris
- 11. Albert Canales Ros
- 12. Rodrigo López López

### Resultados OIE 2021

#### Oro
- 1. Darío Martínez Ramírez (Medalla de Plata en la OII)
- 2. Bernat Pagès Vives
- 3. Oscar Garries Urbina (Medalla de Plata en la OII)
- 4. Joan Cintas Navarro

#### Plata
- 5. Pablo Sáez Reyes
- 6. Roger Lidón Ardanuy (Medalla de Bronce en la OII)
- 7. María Lucía Aparicio García
- 8. Daniel López Piris

#### Bronce
- 9. Leonardo Costa Lesage
- 10. Pau Martí Biosca
- 11. Hugo Domínguez Santana
- 12. Tiago Giráldez Simón

### Resultados OIE 2022

#### Oro
- 1. Darío Martínez Ramírez (Mención de Honor en la IOI - Medalla de Plata en la OII)
- 2. Hugo Domínguez Santana (Medalla de Plata en la OII)
- 3. Manuel Torres Cid (Medalla de Bronce en la OII)
- 4. Sergio Domínguez Alonso (Medalla de Bronce en la IOI - Medalla de Bronce en la OII)

#### Plata
- 5. Innokentiy Kaurov (Medalla de Oro en la OII)
- 6. Bernat Pagès Vives (Medalla de Plata en la OII)
- 7. Pau Martí Biosca
- 8. María Lucía Aparicio García

#### Bronce
- 9. Oscar Carballo Puebla
- 10. Joan Cintas Navarro
- 11. Alejandro Vivero Puga
- 12. Daniel López Piris

### Resultados OIE 2023

#### Oro
- 1. Innokentiy Kaurov (Medalla de Plata en la IOI - Medalla de Oro en la WEOI - Medalla de Oro en la OII)
- 2. Alejandro Vivero Puga (Medalla de Plata en la IOI - Medalla de Bronce en la WEOI - Medalla de Oro en la OII)
- 3. Pablo Sáez Reyes (Medalla de Bronce en la IOI - Medalla de Bronce en la WEOI - Medalla de Plata en la OII)
- 4. Darío Martínez Ramírez (Medalla de Bronce en la IOI - Medalla de Plata en la WEOI)

#### Plata
- 5. Sergio Domínguez Alonso  (Medalla de Bronce en la WEOI - Medalla de Plata en la OII)
- 6. Luis Gutiérrez Garrido (Medalla de Plata en la OII)
- 7. Daniel Nieto Pérez (Medalla de Oro en la OII)
- 8. Julio Meroño Sáez

#### Bronce
- 9. Rafael Torres Arrechea (Medalla de Bronce en la OII)
- 10. Roger Lidón Ardanuy
- 11. Oscar Carballo Puebla
- 12. Carles Melé Casas (Medalla de Bronce en la OII)

### Resultados OIE 2024

#### Oro
- 1. Alejandro Vivero Puga (Medalla de Oro en la IOI - Medalla de Oro en la WEOI - Medalla de Oro en la OII)
- 2. Javier Badesa Pérez (Medalla de Plata en la IOI - Medalla de Oro en la WEOI - Medalla de Oro en la OII)
- 3. Daniel Nieto Pérez (Mención Honorífica en la IOI - Medalla de Plata en la WEOI - Medalla de Oro en la OII)
- 4. Héctor Verdeal Rodríguez (Medalla de Plata en la OII)

#### Plata
- 5. Javier Andrés García Martínez  (Medalla de Plata en la OII)
- 6. Carles Mele Casas (Medalla de Oro en la OII)
- 7. Dan Manuel Vancea
- 8. Ricardo Batanero Moranchel (Medalla de Bronce en la OII)

#### Bronce
- 9. Pedro Segarra Ferrer (Medalla de Bronce en la OII)
- 10. Ariadna Franch Pérez (Medalla de Bronce en la WEOI - Medalla de Plata en la OII)
- 11. Marc Bru Montoya
- 12. Lidia Casado Cases

En 2024, Alejandro Vivero Puga se convirtió en el mejor concursante español de la historia: Obtuvo medalla de oro en todas las competiciones nacionales e internacionales en las que pudo participar (Olimpíada Informàtica Catalana, Olimpiada Informática Española, Olimpiada Informática Iberoamericana, Western-European Olyimpiad in Informatics e International Olympiad in Informatics), destacando que su medalla de oro en la competición mundial es la primera, y única, que ha ganado España hasta el momento.

## Vínculos

### Internos
Olimpiada Internacional de Informática

### Externos
- Olimpiada Informática Española
- Fundación AULA Escola Europea

- Olimpiada Informática Española
- Fundación AULA Escola Europea

- Datos: Q6049959